# Биомаркер
Биомаркери су мерљиве промене параметара биолошких система (изграђених од органских и неорганских једињења) које се прате помоћу биомониторинга. Биомаркери су карактеристични биолошки индикатори који се користе за идентификацију (често преко праћења индиректних промена), физичких оштећења или поремећаја физиолошких процес код људи или животиња. Историјски гледано, разни биомаркери, као и „маркери-мамаци“, су коришћени за разна праћења функционалних промена укључујући и радиоактивне изотопе, стабилне изотопе, масне киселине, системске и физичке биомаркера. Захваљујући биомаркерима данас се успешно прате и идентификују биомониторингом многе промене код животиња и човека применом минимално инвазивних техника које постају све значајнији за изучавање не само промена већ и интеракција између; дивљих и домаћих животиња, човек, биљног света и животне средине.

## Историјат
- Године 1848, енгл. Henry Bence-Jones (1813—1873), британски лекар, открио је ланац имуноглобулина, који је био присутан у серуму и мокраћи 75% пацијената са одређеним болестима, посебно мултиплим мијелом, познат под називом Bence Jones протеин.[5]
- Шездесетих година 20. века, откривени су алфа-фето протеини и карциноембрионални антиген као маркери карцинома.[6]
- Осамдесетих година 20. века откривен је CA 125, као маркер код тумора јајника и специфични простатни антиген (PSA) код тумора простате.

## Остале дефиниције
- Биомаркери су мерљиви биолошки параметри који се мењају, као одговор на експозицију ксенобиотицима и другим еколошким или физиолошким стресорима, и служа као индикатори изложености токсичним (штетним) ефектима.[7]
- Биомаркери су осетљиви молекуларни, ћелијски, и органски показатељи промена у заштити животне средине или здравља организма.[8]
- Биомаркери су физиолошка или биохемијска мера, као што је нпр. концентрација холинестеразе у крви, која може бити показатељ изложености загађењу (контаминацији).[9]
- Биомаркери се дефинишу као индикатори разлика у биохемијским или ћелијским елементима или процесима, у структури или функцијама биолошких система или узорака.
- Биомаркери су велика група малих методологија (метода), које укључују физиолошки, метаболички, генотоксички, имунолошки, и други приступ процени токсиколошких ефекта на живе организме.[10]
- Биомаркери су индикатори који сигнализирају догађај или стање у биолошком систему или узорку и приказују ниво изложености, учинке или осетљивост.[11]
- Биомаркери су параметари који се могу користити за идентификацију ефеката у организму појединца и могу се применити у екстраполацији процене ризика између врста.[11]

## Значај
Величину опасности и ризика од појединих материја у природи и животној средини не карактеришу само њихова концентрација већ их карактерише и њихова биорасположивост. До сада најпоузданији начин одређивања опасности и ризика од појединих материја у животној средини и природи је трансполација и интерпретација резултата биомониторингa у спрези са другим, класичним облицима мониторинга.
Биомониторинг базиран на биомаркерима поуздано потврђује или оповргава, те квантификује опасност и ризик специфично за сваки околину. Генерално гледано, биомаркери су видљиве особине организма које се могу користити на више начина:
1. За процену организма пре његовог излагања егзогеним хемијским једињењима, метаболитима или последицама интеракције између хемијских једињења и циљне ћелије које се мере у организму,
2. За идентификацију промена или последица насталих у организму - мерљиве измене организма које, у зависности од величине, могу да укажу на потенцијална или позната оштећење здравља или болести,
3. За процену примарне осетљивости организма на индикаторе урођених или стечених својстава организма која могу довести до повећања унутрашње дозе хемијских материја или повећаног нивоа одзива на излагање.[14]
4. Биомаркери нижих нивоа биолошких система одликују се брзином детекције промена али малим прогностичким могућности, док се биомаркери виших нивоа биолошких система одликују закаснелом детекцијом (откривањем) али зато великим прогностичким потенцијалом.

## Врсте
| Молекуларни биомаркери | Организмички биомаркери                                                                                    | Популацијски биомаркери                                                                                              |
| --- | --- | --- |
| - инхибиција/индукција ензима - промене на DNA/RNA - инхибиција/индукција MXR - индукција маталотионенина - експресија вителогенинског гена | - биометријски параметри - анатомске промене/статус - хистолошке промене/статус - цитолошке промене/статус | - богатство врста - квалитативни састав биоценоза - однос субпопулацијских категорија - абдунанца и распрострањеност |

## Примена

### Медицина
У медицинској пракси за дијагностиковање и прогностичко праћење обољења најчешће се користе лабораторијска дијагностика (дијагностички тестови). Ова дијагностичка стратегија често је у извесној мери несигурна јер може да буде нетачна због специфичности самог теста или нетачности клиничког сагледавања стања пацијента или интерпретације дијагностичког теста.
Несигурност коју условљава први наведени узрок данас је у највећој мери смањена развојем нових, погоднијих аналитичких поступака и посвећенивањем више пажње контроли квалитета у лабораторијама. Аналитичке лабораторијске методе и поступци који се данас у највећој мери развијају су тзв. биомаркери, односно биохемијски показатељи обољења појединих органа који морају да имају низ специфичних карактеристика да би испунили услов да се примене као биохемијски маркери за откривање и разликовање појединих обољења датог органа. Применом овакве дефиниције приближавамо се тзв. органоспецифичноности неког биохемијског параметра који се примењује у клиничкој ензимологији, мада у органиченој мери.

#### Карактеристике медицинских биомаркера
Да би медицински биомаркер (биохемијски показатељ) био успешан он мора да испуни неколико услова и то:
- да му је концентрација релативно висока у одговарајућем ткиву, а занемарљива у другим ткивима,
- да је погодно субцелуларном расподељен, како би се након оштећења ткива брзо нашао у циркулацији,
- да се у циркулацији задржава довољно дуго како би могла да се прати његова концентрација,

- да се може одредити помоћу погодне и осетљиве аналитичке методе, применљиве и на аутоматским анализаторима,
- да су за њега установљене ригорозне (»cut-off«) вредности, узимајући у обзир да су клиничка осетљивост и специфичност међусобно повезане.

Применом наведених принципа данас се у дијагностици препоручују бројни биомаркери за дијагностиковање обољења појединих органа као нпр;
- Кост; костна алкална фосфатаза, остеокалцин, пиридинолин и деоксипиридинолин у случају остеопорозе,[18][19]
- Срце; цитоплазматиски маркери (миоглобин, карбоанхидразе III, изоензими и изоформе CK) и структурни маркери (тропонин Т, тропонин I),[20][21]
- Панкреас; липаза, панкреасна α-амилаза,[22]
- Простата PSA и слободни PSA[23].

## Биологија ћелије
У ћелијској биологији, биомаркер је молекул који омогућава откривање и изолацију одређених ћелија (нпр, протеин Oct-4 се користи као биомаркер за идентификацију ембрионалних матичних ћелија). 
У генетици, биомаркер (идентификован као генетички маркер) је секвенцијална ДНК која узрокује болест или је повезан са осетљивошћу на болести.

## Геологија и астробиологија
Биомаркери могу бити било која врста молекула које указују на постојање, у прошлости или садашњости, живих организама. Биомаркери у геолошким узорцима на Земљи су производи добијени од биохемијских прекурсора (односно, природних производа) из оксидоредуктивних процеса (нпр, холестана у холестерол). Генерално гледано, липиди, пигменти, и неке биомембране су најбоље очувани током дужих геолошких периода, а нестабилна једињења као што су амино киселине, шећери итд, и корисни су биомаркери који потичу из новијих времена. Дакле, детаљне карактеристике састава биомаркера омогућавају процену врста које су изумрле и/или оних из постојећег (тренутног) живота.
У области геологије и астробиологије, биомаркери, у односу на геомаркере су такође познати и као биосигнатуре.
Термин биомаркер се такође користи и да опише учешће биологије у генерисању нафте (истраживању древних извора и миграционих путева модерних нафтних налазишта).

## Процена експозиције
Биомаркера се такође могу користити да означе изложеност организма различитим супстанцама у епидемиологији и токсикологије. У овим случајевима, биомаркери могу бити спољашњи или сама супстанца (нпр. честице азбеста или Nicotine-derived nitrosamine ketone (NNK) - честице дувана), или варијанта спољашње супстанце прерађена у телу (метаболит).